# I/O Board
Une I/O Board, « Input/Output Board » ou « carte d'entrées/sorties » en français, est un adaptateur permettant de relier des systèmes d'arcade récents avec des bornes et/ou des périphériques.

## Description
Il existe différents types d'I/O boards :
- I/O Board intégrée à une borne au standard JVS ;
- adaptateur de connectiques JAMMA ou JVS, également appelé Converter ;
- I/O Board pour périphériques.

## I/O Board de type JVS
Elle permet de brancher un système JVS directement sur une borne au même standard. Sur les bornes Sega Naomi Universal Cabinet par exemple, celle-ci est placée sous le panel.

### Modèles
- Sega I/O Board JVS Ver. 1 (modèle : 837-13551, références : 837-13551-92, 837-13551-93) : modèle le plus couramment utilisé sur les jeux de conduite Sega. Elle possède des entrées/sorties analogiques et numériques[2].
- Sega I/O Board JVS Ver. 2 (modèle : 837-13741, référence : 837-13844-02) : utilisée par F355 Challenge, Ghost Squad, ainsi que des jeux Satellite Terminal. Elle possède des entrées/sorties analogiques et numériques[2].
- Sega JVS I/O Control Board Type 3 (référence : 837-14572 Ver1.00) : fournie avec la borne Sega Lindbergh Universal Cabinet[3].
- Sega JVS Trackball/Optical I/O Board (modèle : 837-13938) : utilisée par le jeu Dynamic Golf, celle-ci est située sous le panel. Elle est également utilisée pour des contrôleurs de type « spinner », à l'instar de ceux utilisés par le jeu Outtrigger. Elle doit être reliée en série à une I/O Board standard avec un câble USB[2].
- Konami Windy 2 I/O board (référence : GU707-JE[4]) : fournie avec la borne Konami Windy II[3].
- Taito JVS PCB (référence : K91X1025C[réf. nécessaire]) : fournie avec la borne Taito Vewlix[3].
- Namco I/O CYBER LEAD Ver2.02 (référence : JPNLED-0100) : fournie avec la borne Namco Cyber Lead[3].

## Adaptateur de connectiques
Ce convertisseur permet de brancher un système d'arcade JAMMA sur une borne JVS, ou inversement.

### I/O JVS vers Jamma
Le standard JVS est supporté par la plupart des nouveaux systèmes d’arcade : Naomi, Triforce, Lindbergh, Type X, etc. Il est donc  nécessaire d'utiliser un convertisseur afin de brancher un système récent dans une borne au standard JAMMA classique.

#### Principe de fonctionnement
| Boutons       | Boutons | Boutons | Boutons | Boutons | Boutons |  |  |  |  |                  |                  | Audio            | Audio            | Audio            | Audio            | Audio | Audio |  |  | Affichage | Affichage | Affichage | Affichage | Affichage | Affichage |  |  |  |  |  |  |              |             |             |             |             |             |
| Boutons       | Boutons | Boutons | Boutons | Boutons | Boutons |  |  |  |  |                  |                  | Audio            | Audio            | Audio            | Audio            | Audio | Audio |  |  | Affichage | Affichage | Affichage | Affichage | Affichage | Affichage |  |  |  |  |  |  |              |             |             |             |             |             |
|               |         |         |         |         |         |  |  |  |  |                  |                  |                  |                  |                  |                  |       |       |  |  |           |           |           |           |           |           |  |  |  |  |  |  | Alimentation |             |             |             |             |             |
|               |         |         |         |         |         |  |  |  |  |                  |                  |                  |                  |                  |                  |       |       |  |  |           |           |           |           |           |           |  |  |  |  |  |  |              |             |             |             |             |             |
| Joystick      |         |         |         |         |         |  |  |  |  |                  |                  |                  |                  |                  |                  |       |       |  |  |           |           |           |           |           |           |  |  |  |  |  |  |              |             |             |             |             |             |
|               |         |         |         |         |         |  |  |  |  |                  |                  |                  |                  |                  |                  |       |       |  |  |           |           |           |           |           |           |  |  |  |  |  |  |              |             |             |             |             |             |
|               |         |         |         |         |         |  |  |  |  | Connecteur JAMMA | Connecteur JAMMA | Connecteur JAMMA | Connecteur JAMMA | Connecteur JAMMA | Connecteur JAMMA |       |       |  |  | I/O Board | I/O Board | I/O Board | I/O Board | I/O Board | I/O Board |  |  |  |  |  |  | Système JVS  | Système JVS | Système JVS | Système JVS | Système JVS | Système JVS |
|               |         |         |         |         |         |  |  |  |  | Connecteur JAMMA | Connecteur JAMMA | Connecteur JAMMA | Connecteur JAMMA | Connecteur JAMMA | Connecteur JAMMA |       |       |  |  | I/O Board | I/O Board | I/O Board | I/O Board | I/O Board | I/O Board |  |  |  |  |  |  | Système JVS  | Système JVS | Système JVS | Système JVS | Système JVS | Système JVS |
| Monnayeur     |         |         |         |         |         |  |  |  |  |                  |                  |                  |                  |                  |                  |       |       |  |  |           |           |           |           |           |           |  |  |  |  |  |  |              |             |             |             |             |             |
|               |         |         |         |         |         |  |  |  |  |                  |                  |                  |                  |                  |                  |       |       |  |  |           |           |           |           |           |           |  |  |  |  |  |  |              |             |             |             |             |             |
|               |         |         |         |         |         |  |  |  |  |                  |                  |                  |                  |                  |                  |       |       |  |  |           |           |           |           |           |           |  |  |  |  |  |  |              |             |             |             |             |             |
| Périphériques |         |         |         |         |         |  |  |  |  |                  |                  |                  |                  |                  |                  |       |       |  |  |           |           |           |           |           |           |  |  |  |  |  |  |              |             |             |             |             |             |
|               |         |         |         |         |         |  |  |  |  |                  |                  |                  |                  |                  |                  |       |       |  |  |           |           |           |           |           |           |  |  |  |  |  |  |              |             |             |             |             |             |

#### Modèles
- Sega JVS to Jamma Converter Ver. 1 (modèle : 838-13683, références : 838-13683-02[réf. nécessaire], 838-13683-91, 838-13683-92, 838-13683-93)[5] : ne possède pas de sortie d'alimentation, ni d'amplificateur audio.
- Sega I/O Jamma Converter Ver. 2[6] : Evolution de la 1re version du convertisseur Sega, celui-ci possède une sortie alimentation, un amplificateur audio intégré ainsi qu'une entrée analogique.
- Capcom I/O Board, ou Capcom JAMMA Converter[6] : fournie avec les kits de jeux Capcom sur le système Naomi[7]. À l'instar du système CPS-2 de Capcom, il possède un Kick harness, extension permettant de câbler des boutons supplémentaires et permettre ainsi de jouer jusqu'à quatre joueurs. Les boutons 4, 5 et 6 pour les joueurs 1 et 2 doivent également être câblé sur cette extension[8].
- RiverService JVS Console[9]
- Taito JVS/AMP PCB Ver. 2.00, fournie avec les kits Type X/Type X2[3],[10]

### I/O Jamma vers JVS
Cette carte permet de brancher un système d'arcade JAMMA dans une borne au standard JVS.

#### Principe de fonctionnement
| Boutons       | Boutons   | Boutons   | Boutons   | Boutons   | Boutons   |  |  |  |  |           |           |           |           |           |           |  |  | Audio        | Audio        | Audio        | Audio        | Audio        | Audio        |  |  |               |               |               |               |               |               |
| Boutons       | Boutons   | Boutons   | Boutons   | Boutons   | Boutons   |  |  |  |  |           |           |           |           |           |           |  |  |              | Audio        | Audio        | Audio        | Audio        | Audio        |  |  |               |               |               |               |               |               |
|               |           |           |           |           |           |  |  |  |  |           |           |           |           |           |           |  |  |              |              |              |              |              |              |  |  |               |               |               |               |               |               |
| Joystick      | Joystick  | Joystick  | Joystick  | Joystick  | Joystick  |  |  |  |  |           |           |           |           |           |           |  |  | Affichage    | Affichage    | Affichage    | Affichage    | Affichage    | Affichage    |  |  |               |               |               |               |               |               |
| Joystick      | Joystick  | Joystick  | Joystick  | Joystick  | Joystick  |  |  |  |  |           |           |           |           |           |           |  |  | Affichage    | Affichage    | Affichage    | Affichage    | Affichage    | Affichage    |  |  |               |               |               |               |               |               |
|               |           |           |           |           |           |  |  |  |  | I/O Board | I/O Board | I/O Board | I/O Board | I/O Board | I/O Board |  |  |              |              |              |              |              |              |  |  | Système JAMMA | Système JAMMA | Système JAMMA | Système JAMMA | Système JAMMA | Système JAMMA |
|               |           |           |           |           |           |  |  |  |  | I/O Board | I/O Board | I/O Board | I/O Board | I/O Board | I/O Board |  |  |              |              |              |              |              |              |  |  | Système JAMMA | Système JAMMA | Système JAMMA | Système JAMMA | Système JAMMA | Système JAMMA |
| Monnayeur     | Monnayeur | Monnayeur | Monnayeur | Monnayeur | Monnayeur |  |  |  |  |           |           |           |           |           |           |  |  | Alimentation | Alimentation | Alimentation | Alimentation | Alimentation | Alimentation |  |  |               |               |               |               |               |               |
| Monnayeur     | Monnayeur | Monnayeur | Monnayeur | Monnayeur | Monnayeur |  |  |  |  |           |           |           |           |           |           |  |  | Alimentation | Alimentation | Alimentation | Alimentation | Alimentation | Alimentation |  |  |               |               |               |               |               |               |
|               |           |           |           |           |           |  |  |  |  |           |           |           |           |           |           |  |  |              |              |              |              |              |              |  |  |               |               |               |               |               |               |
| Périphériques |           |           |           |           |           |  |  |  |  |           |           |           |           |           |           |  |  |              |              |              |              |              |              |  |  |               |               |               |               |               |               |
|               |           |           |           |           |           |  |  |  |  |           |           |           |           |           |           |  |  |              |              |              |              |              |              |  |  |               |               |               |               |               |               |

#### Modèles
- Konami Jamma to JVS : fournie par défaut avec la Windy II.
- Namco Jamma to JVS
- RiverService Jamma to JVS : disponible sur https://www.rs2006.co.jp/e/adapter/index.html
- Taito Vewlix Jamma Kit : fournie par défaut avec la Taito Vewlix-F.

## I/O pour périphériques
Elle permet de brancher des périphériques de contrôles supplémentaires ou non pris en charge par les standards JAMMA/JVS, comme un volant, des pistolets, etc.